# KS Kamza
KS Kamza – albański klub piłkarski z siedzibą w mieście Kamza w pobliżu Tirany.

## Historia
Chronologia nazw:
- 1947—1990: KS Dajti Kamëz
- 1990—2001: KS Kamëz
- 2001—2009: KS Dajti Kamëz
- od 2009: KS Kamza

Klub został założony 10 września 1936 roku jako KS Dajti Kamëz. Uczestniczył w rozgrywkach lokalnych mistrzostw Albanii. Od 1990 nazywał się KS Kamëz, ale w 2001 przywrócił poprzednią nazwę KS Dajti Kamëz. W 2003 spadł z II ligi albańskiej do III. W 2007 powrócił do drugiej ligi. W 2009 zmienił nazwę na KS Kamza. W sezonie 2009/10 zajął 3. miejsce. Osiągnięcie powtórzył w sezonie 2010/11, w którym również zajął 3. miejsce w II lidze, ale tym razem awansował do Superligi. Obecnie występuje w Kategoria e Parë.

## Sukcesy
- 2.liga Mistrzostw Albanii:
  - 3.miejsce (2): 2009/10, 2010/11,
- Puchar Albanii:
  - Ćwierćfinał (1): 2011/12
  - 1/8 finału (6): 2003/04, 2009/10, 2010/11, 2012/13, 2015/16, 2016/17

## Stadion
Stadion w Kamzie może pomieścić 4,800 widzów.